# Silviu Bindea
Silviu Bindea (Blaj, Imperio austrohúngaro; 24 de octubre de 1912 – Blaj, Rumania; 6 de marzo de 1992) fue un futbolista rumano que jugaba en la posición de delantero.

## Carrera

### Club
Inició su carrera con el Romania Clujmen 1930 y jugó en el equipo por tres temporadas, pasando luego al Ripensia Timisoara, equipo con el que tuvo más éxito y en el que jugó en tres etapas en las que ganó cuatro títulos de liga y dos de copa, todos ellos obtenidos durante la década de los años 1930, y jugó en tros tres equipos del país hasta su retiro en 1949.

### Selección nacional
Representó a Rumania de 1932 a 1942 disputando 27 partidos y anotó en once ocasiones, formó parte de la selección nacional en los mundiales de Italia 1934 y Francia 1938, en este último anotó dos goles en el empate ante Cuba.

## Logros
- Liga I (4): 1932–33, 1934–35, 1935–36, 1937–38
- Cupa României (2): 1933–34, 1935–36